# Zingeria trichopoda
Zingeria trichopoda är en gräsart som först beskrevs av Pierre Edmond Boissier, och fick sitt nu gällande namn av Pavel Aleksandrovich Smirnov. Zingeria trichopoda ingår i släktet Zingeria och familjen gräs. Inga underarter finns listade i Catalogue of Life.